# カム語 (ツウ語族)
カム語（ǀXam、ǀKham [ǀ͡xam]、英語: [ˈkɑːm]）は南アフリカの ǀXam-ka ǃʼē によってかつて話されていた言語。ツウ語族の ǃKwi 語群に属し、危機に瀕する言語のヌン語と密接に関連している。専門的な研究の多くが19世紀のドイツの言語学者である Wilhelm Bleek によって行われ、彼はアフテルフェルトで、話されていたカム語の変種を、 en:Lucy Lloyd と共にストランドブルグとカットコップで ǁKábbo, Diaǃkwāin, ǀAǃkúṅta, ǃKwéite̥n ta ǁKēn, ǀHaṅǂkassʼō 及び他の話者の異なるカム語を研究した。カム語の残された言語資料は Lloyd と Bleek のこれらの記録した個人が語った物語と語彙からのものである。